# 8275 Inca
A 8275 Inca (ideiglenes jelöléssel 1990 VR8) a Naprendszer kisbolygóövében található aszteroida. Eric Walter Elst fedezte fel 1990. november 11-én.